# My Camp Rock
My Camp Rock va ser un programa de telerealitat basat en la reeixida pel·lícula original de Disney Channel Camp Rock.

## Introducció
Els participants hauran d'enviar un vídeo en el qual hauran de cantar una de les dues cançons de la pel·lícula, a triar. Els participants podran participar en solitari, duo o grup. Després de la finalització de la selecció els vídeos enviats es retransmetran per Disney Channel. Un jurat professional triarà entre tots els vídeos 8 semifinalistes. En conèixer-se els semifinalistes es farà una votació on-line on el públic triarà al seu semifinalista favorit. Els 4 més votats es classificaran per a les finals on conviuran en un campament de rock amb l'ajuda d'estrelles Disney i pels professors. En la final hauran de superar diferents proves i després d'elles el públic triarà al guanyador dels 4 finalistes.
La guanyadora va ser Lucía Gil, la noia que protagonitza La Gira.
En la segona edició d'aquest concurs, la guanyadora va ser Ana Mena.
S'ha parlat d'una tercera part, però no s'ha confirmat res.

## Concursants deMy Camp Rock(2009)
| Concursants                 | Edat    | Resident  | Classificació | Semifinal  | Estrella Disney | Final         |
| Lucía Gil Santiago          | 10      | Madrid    | Guanyadora    | This is me | Elena           | Two Stars     |
| Natasha Cabo                | 13      | Barcelona | Finalista     | This is me | Luisber         | Here I Am     |
| Paula Dalli                 | 16      | Alacant   | Finalista     | This is me | Andrea Guasch   | Who Will I Be |
| Adriana Ibone               | 13 i 14 | Navarra   | Finalista     | This is me | Andreas         | Play My Music |
| Xurxo Trillo Sendón         | -       | A Coruña  | Semifinalista | This is me | No tuvo         | Eliminat      |
| Montse Filigrana            | 14      | Sevilla   | Semifinalista | This is me | No tuvo         | Eliminada     |
| Fran Ruíz                   | -       | Barcelona | Semifinalista | This is me | No tuvo         | Eliminat      |
| Adrián Calleriza Roi Méndez | 13 y 14 | A Coruña  | Semifinalista | This is me | No tuvo         | Eliminats     |

## Concursants deMy Camp Rock 2(2010)
| Concursants             | Edat    | 'Resident | Classificació | Semifinal      | Estrella Disney | Final                 |
| Ana Mena Rojas          | 13      | Màlaga    | Guanyadora    | Who Will I Be  | Lucía Gil       | Brand new day         |
| Andrea Malena           | 15      | Alacant   | Finalista     | Play My Music  | Luisber         | What We Came Here For |
| Ainhoa Sánchez          | 16      | València  | Finalista     | Here I Am      | Andrea Guasch   | It's Not Too Late     |
| Aarón Colston           | 16      | Alacant   | Finalista     | Gotta Find You | Paula Dalli     | Heart & Soul          |
| Fran Ramón              | 12 y 13 | Barcelona | Semifinalista | Play My Music  | -               | Eliminat              |
| Ariadna Roca Arnau Roca | 11 y 12 | Barcelona | Semifinalista | Play My Music  | -               | Eliminat              |
| Miguel Ángel            | 15      | Jaén      | Semifinalista | Gotta Find You | -               | Eliminat              |
| Carmen Messer           | 10      | Màlaga    | Semifinalista | Here I Am      | -               | Eliminat              |